# Eroberung Zyperns durch die Osmanen 1570/71
Die im östlichen Mittelmeer gelegene Insel Zypern, zu diesem Zeitpunkt eine Kolonie der Republik Venedig, wurde 1570/71 von den Osmanen erobert. Venedig erkannte den Verlust im März 1573 im Vertrag von Konstantinopel an.

## Vorgeschichte
1474, nach dem Tod des zyprischen Königs Jakob II. (dessen Thronusurpation 1464 Venedig großzügig finanziert hatte) und seines posthum geborenen Sohnes Jakob III. wenige Wochen später, wurde seine Frau, die Venezianerin Katharina Cornaro, Königin von Zypern sowie – allerdings nur nominell – von Kleinarmenien und Jerusalem. Angeblich planten die spanischen Gefolgsleute von Jakob II. die Ermordung der venezianischen Berater der Königin, aber der versuchte Aufstand wurde von dem venezianischen Admiral und späteren Dogen Pietro Mocenigo grausam unterdrückt. Zypern war damit praktisch eine venezianische Besitzung geworden. Katharina Cornaro wurde 1489 zur Abdankung gezwungen und ins Exil in Asolo in Oberitalien geschickt.

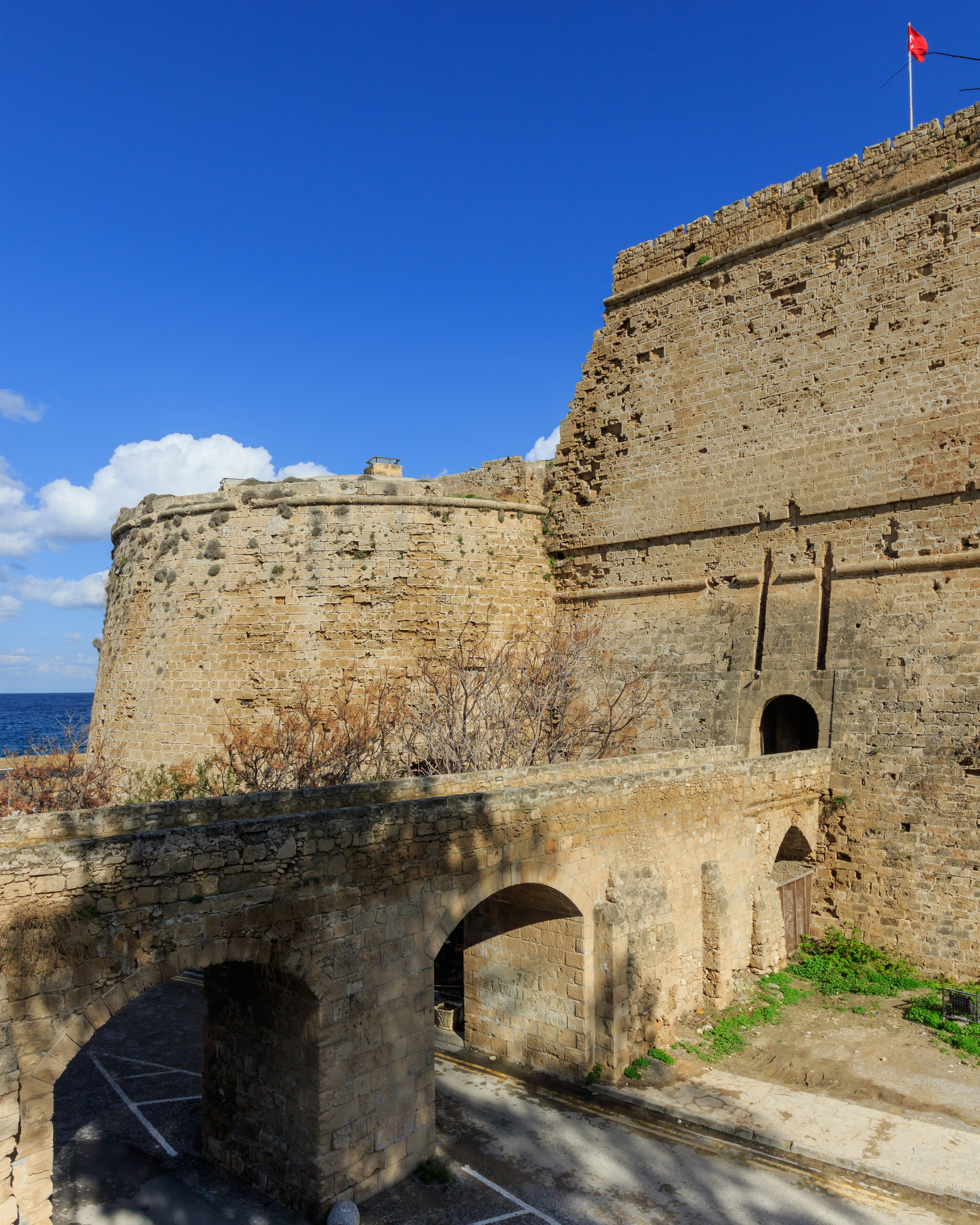
Befestigung von Kyrenia

Venedig unterhielt prinzipiell gute Beziehungen zum Osmanischen Reich, da dies für seine Handelsinteressen wichtig war, und hatte sich durch seine Neutralität bei der Belagerung von Rhodos zunächst weitere Friedensjahre erkauft. Dennoch war ein türkischer Angriff auf Zypern nach dem Verlust von Nauplia und Monemvasia zu erwarten. Von 1540 an wurden daher die Befestigungen von Nikosia, Kyrenia und Ammochostos (Famagusta) erneuert; gleichzeitig wurden jedoch die byzantinischen bzw. Lusignan-Bergfestungen von Buffavento, St. Hilarion und Kantara und die Hafenbefestigungen in Paphos und Limassol geschleift.

## Eroberung
Tatsächlich forderte ein türkischer Gesandter im März 1570 die zyprischen Venezianer zur Übergabe auf. Am 17. April 1570 verließ Admiral Piyale Pascha Konstantinopel mit 80 Galeeren und 30 Fusten und segelte über Tinos und Negroponte nach Rhodos, wo er am 28. Mai ankam. Am 16. Mai 1570 brach Kapudan Pascha Ali Pascha mit der osmanischen Transportflotte von Konstantinopel zur Eroberung Zyperns auf, der letzten größeren Besitzung Venedigs im östlichen Mittelmeer (siehe Geschichte Zyperns, Abschnitt „Venezianische Herrschaft“). Er erreichte Rhodos am 1. Juni mit 225 Galeeren und Fusten, acht Galeassen und 55 anderen Schiffen sowie 50.000 Mann Landtruppen unter dem Befehl von Lala Kara Mustafa Pascha. Am 4. Juni segelte die versammelte Flotte nach Finike an der Südküste Anatoliens, wo sie am 17. Juni eintraf und zehn Tage verblieb.
Am 3. Juli erschien die Vorhut der Invasionsflotte vor Salines, und Lala Mustafa ging mit dem ersten Kontingent von etwa 20.000 Mann an Land, ohne auf Gegenwehr zu stoßen. Nach zwei Wochen waren seine Truppen und ihr schweres Gerät an Land, und er marschierte nach Nikosia. Am 22. Juli begann die Belagerung der Stadt, und am 26. war sie vollständig umzingelt. Im Laufe der folgenden 46 Tage nahm das Heer der Belagerer beinahe täglich zu, so dass schließlich etwa 100.000 Mann versammelt waren.
Eine venezianische Entsatzflotte unter Girolamo Zanne verließ Venedig Ende März 1570, wurde aber in Zara von einer Typhus-Epidemie so dezimiert, dass sie als Kampfverband praktisch ausschied. Trotz der Dringlichkeit war erst Ende August 1570 eine Flotte der Heiligen Liga unter Giovanni Andrea Doria (Giannandrea Doria) zusammengestellt worden, die sich in der Souda-Bucht von Kreta versammelte. Eine Intervention des spanischen Königs Philipp II. verzögerte jedoch ihr Auslaufen. Ein Teil der Flotte segelte schließlich in der letzten Septemberwoche in Richtung Finike, aber schon auf dem Weg dorthin erreichte sie die Nachricht vom Fall Nikosias. Da starke osmanischen Flottenverbände zur gleichen Zeit in der südlichen Ägäis und im Ionischen Meer operierten und nach der Landung auf Zypern wiederum in diesen Gewässern segelten (Ali Pascha hatte Zypern längst wieder verlassen, und nur Piyale Pascha war mit einem Teil der osmanischen Flotte zurückgeblieben), sah sich die christliche Flotte zum Rückzug nach Süditalien gezwungen, um nicht abgeschnitten zu werden und einen möglichen osmanischen Vorstoß in die Adria zu verhindern. Nur eine kleine Abteilung erreichte im Januar 1571 Ammochostos (oder Mağusa), heute Gazimağusa.
Nikosia fiel am 9. September, gefolgt in den nächsten Tagen von Paphos, Limassol und Larnaka. Kyrenia ergab sich ohne Kampf. Am 18. September erschien das osmanische Heer vor Famagusta, der letzten venezianischen Festung auf der Insel, die zwar stark, aber strategisch unklug befestigt war. Die Verteidiger widerstanden elf Monate, bis zum 1. August 1571. Mustafa sicherte den Verteidigern freies Geleit in venezianisches Hoheitsgebiet zu, ließ dann aber den venezianische Statthalter Marcantonio Bragadin gefangen nehmen und seine Gefolgschaft, die ihn zu den Verhandlungen begleitet hatte, umbringen. Bragadin selbst wurde auf Geheiß Mustafa Paschas mehrere Tage lang gefoltert und verstümmelt (man schnitt ihm Nase und Ohren ab) und anschließend ihn in aller Öffentlichkeit bei lebendigem Leib gehäutet und gevierteilt. Seine Körperteile gingen als Trophäen an osmanische Einheiten. Seine Haut füllte man mit Heu, bekleidete den so geschaffenen Körper mit Uniformteilen, setzte ihn auf einen Ochsen und paradierte ihn durch Famagusta. Zusammen mit den Köpfen anderer venezianischer Kommandeure spießte man ihn dann auf dem Bug von Mustafa Paschas Galeere auf und brachte ihn nach Konstantinopel. 1580 gelang es, Bragadins Haut – nach Zahlung eines hohen Lösegeldes – von Konstantinopel nach Venedig zu überführen, wo sie zunächst in der Kirche „San Gregorio“ bestattet wurde, dann in der Kirche Santi Giovanni e Paolo (genannt San „Zanipolo“), wo sie sich noch heute befindet. 
Der Rest Zyperns wurde kampflos besetzt und die Insel dem Osmanischen Reich einverleibt. Venedig akzeptierte dies vertraglich am 7. März 1573. Als einzige größere Besitzung Venedigs in der Levante verblieb somit nur noch Kreta.
Als nach der von den Osmanen am 7. Oktober 1571 verheerend verlorenen Seeschlacht von Lepanto der Großwesir Sokollu Mehmed Pascha mit venezianischen Gesandten verhandelte, machte er den Venezianern die osmanische Sicht der Dinge und den Unterschied „zwischen Eurer und unserer Niederlage“ klar:

„Indem wir Euch das Königreich Zypern entrissen haben, haben wir Euch einen Arm abgetrennt. Indem Ihr unsere Flotte besiegt habt, habt Ihr uns nur den Bart abrasiert. Der Arm wächst nicht wieder nach, aber der Bart wächst nun umso dichter.“

## Nachwirkungen
Venedig verkraftete den Verlust Zyperns recht gut. Dank der schnellen Normalisierung der Verbindungen zur Hohen Pforte waren schon wenige Jahre nach dem zyprischen Krieg venezianische Kaufleute wieder führend im Export zyprischer Baumwolle tätig. Grundlage der neuen venezianisch-türkischen Beziehungen war ein umfassendes Vertragswerk, das entgegen den Absprachen mit den Verbündeten der Heiligen Liga im März 1573 einen Separatfrieden besiegelte, der die Abtretung Zyperns an das Osmanische Reich bestätigte und Venedig die Zahlung einer Kriegsentschädigung an die Hohe Pforte in Höhe von 300.000 Dukaten auferlegte.
Die osmanische Herrschaft dauerte bis 1878. Gouverneur der Insel war jeweils der Kapudan Pascha, ein Mitglied des Dīwāns, das auch Rhodos und Kreta verwaltete. 1878 wurde das Osmanische Reich gezwungen, die Insel für 92.746 Pfund Sterling an Großbritannien zu verpachten, das im Gegenzug dem Osmanischen Reich Unterstützung gegen einen eventuellen russischen Vorstoß gegen die Meerengen zusagte.